# Laura Gil Collado
Laura Gil Collado (Múrcia, 24 d'abril de 1992) és una jugadora espanyola de bàsquet.
Ha estat internacional en totes les categories inferiors de la selecció espanyola, aconseguint el rècord de nou medalles en 6 anys, entre campionats europeus i mundials. En categoria de clubs, es va proclamar en 2011 amb el Perfumerías Avenida, campiona de Lliga i de la màxima competició continental, l'Eurolliga.

## Palmarès
Clubs
- 1 Eurolliga de bàsquet femenina: 2010-11
- 4 Lliga espanyola de bàsquet femenina: 2010-11, 2013-14, 2016-17, 2017-18
- 4 Copa espanyola de bàsquet femenina: 2016-17, 2017-18, 2018-19, 2019-20
- 4 Supercopa d'Espanya de bàsquet femenina: 2009-10, 2016-17, 2017-18, 2018-19
- 1 Lliga catalana de bàsquet femenina: 2015-16

Selecció espanyola
- 1 medalla d'argent als Jocs Olímpics d'Estiu de 2016
- 1 medalla d'argent al Campionat del Món de bàsquet femení: 2014
- 1 medalla de bronze al Campionat del Món de bàsquet femení: 2018
- 3 medalles d'or al Campionat d'Europa de bàsquet femení: 2013, 2017, 2019
- 1 medalles de bronze al Campionat d'Europa de bàsquet femení: 2015

- Premi AS de l'esport a la Millor Promesa: 2012[4]